# Rozz Rezabek
Rozz Rezabek, nome completo Rozz Rezabek-Wright (Portland, 4 giugno 1960), è un musicista statunitense.
Alla fine degli anni settanta Rezabek fu il frontman di diversi gruppi punk, e in seguito dei Negative Trend di San Francisco. In passato è stato erroneamente considerato come uno dei membri dei The Mentors.
Ottenne una certa visibilità nella zona di Portland grazie alla sua band new wave Theater of Sheep, attiva nei primi anni ottanta. Tuttavia non riuscì mai a compiere il balzo verso un pubblico più ampio.
È conosciuto soprattutto per essere stato in passato il ragazzo di Courtney Love: proprio per questo motivo una sua intervista appare nel documentario Kurt & Courtney.